# التقاليد الطفولية

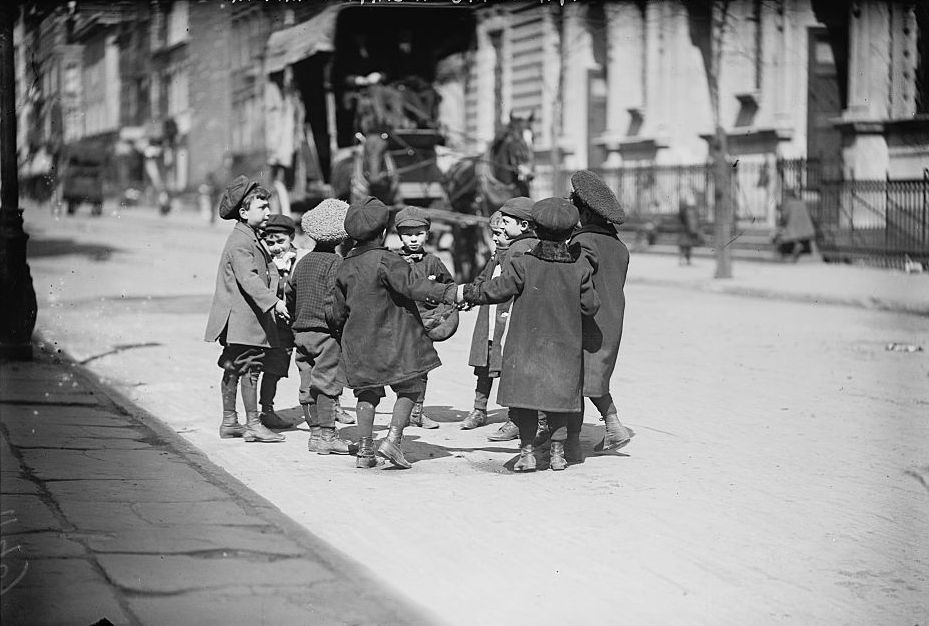
أطفال يلعبون في شوارع نيويورك، عام 1909.

التقاليد الطفولية أو تراث شعبي فلكلور الأطفال، هي التراثُ الشعبي أو الثقافة الشعبية للأطفال ولليافعين منهم. من الأمثلة المُتعارفة وبشكلٍ عام عن التراث الطفولي، القوافي الغنائية، والألعاب المتنوعة التي تنشط في الساحات المدرسية. أبدع الزوجان «إيونا وبيتر أوبي» وبرز أسميهما في أبحاثهما المختصة بالتراث والتقاليد الطفولية.

## نظرة عامة
يهتم مجال التراث الطفولي بكل ما يخص التقاليد الطفولية، ويرتكز في أبحاثه على الأعمار من السادسة حتى الخامسة عشرًا، ومن هذه التقاليد: الألعاب، والأحجيات، والقوافي، والمُزاح، والحكايات الخرافية، والتقاليد السحرية، والنُكات، والقصائد الغنائية، والخداع، والألقاب، والكُنى، والمضايقات، والمُحاكاة الساخرة، والقوانين الشفوية، والعادات الموسمية، والمشاجرات، والألفاظ البذيئة، والتشفير الكلامي، والدُعابات، وما إلى ذلك. بالإضافة إلى الأنشطة الفردية، مثل اللعب الانفرادي، وأحلام اليقظة، والتخيلات، والأصدقاء والأبطال الخياليين، والمجموعات، وسجلات القصاصات، والعوالم النموذجية، والقصص المصورة، واهتمامات وسائل الإعلام، والتمثيلات الدرامية، والفنون، وغيرها.
يعد مجال التقاليد الطفولية فرع من فروع الفلكلور أو التراث الشعبي؛ لذا يتمحور في تعريفه على وجه الخصوص حول الأنشطة الطفولية المنتقلة من جيل لآخر. لا يعتبر الفلكلوريين تكرار النشاط الطفولي من قبل البالغين على الأطفال مثل: -تكرار القصص والألعاب- تراثًا لهم؛ إلّا بقدر ما يتكيف الأطفال مع النشاط وجعله جزء من شخصياتهم. في الثقافة الغربية، يهتم معظم الفولكلوريين بالأطفال عند انضمامهم إلى أقرانهم في المدرسة الإبتدائية أو رياض الأطفال. بشكلٍ عام، تتوقف العادات الطفولية لحظة انضمام الطفل إلى المدرسة المتوسطة؛ كونها تتزامن مع سن الرشد والمراهقة.
وضح الزوجان «إيونا وبيتر أوبي» أن ثقافة الأطفال مميزة بشكل كامل، وغالبًا ما تمر دون أن يلاحظها أحد من الكبار المتواجدين حولها.
أكد أوبي أن كلمات أحد الألعاب المتعارفة «باك باك» ترجع إلى زمن نيرون.
توضح أن النزعة المحافظة لفلكلور الأطفال تتناقض بالسرعة مع الطريقة التي يعدل بها الفلكلور للبالغين؛ وذلك لتتناسب مع الظروف المتغيرة.

## أسجوعة الأطفال
أسجوعة الأطفال، هي قصيدة أو أغنية تقليدية تُروى أو تُغنى للأطفال الصغار. يعود المصطلح إلى أواخر القرن الثامن عشر وأوائل القرن التاسع عشر في بريطانيا، حيث سجلت معظم أغاني الأطفال المبكرة المعروفة اليوم باللغة الإنجليزية، وانتشرت في النهاية إلى بلدان أخرى. يعد تقليد أغاني الأطفال، إلى حدٍ كبير، شكلًا من أشكال المعرفة اللفظية، سواء المكتوبة أو الشفهية، تتخلله أقوال تقليدية ذات أنماطٍ متكررة تختلف في الأسلوب والنبرة.

### لمحة تاريخية
يعود أصل مصطلح «أغاني الإوزة الأم » والذي يمكن استبداله بأغاني الأطفال أو أسجوعة الأطفال، إلى أوائل القرن السابع عشر، مرتبط بالمجموعة القصصية «الملهمة التاريخية» في دورية شهرية لـ الناقد الفرنسي، جين لوريت. تحتوي المجموعة القصصية على أول إشارة إلى الإوزة الأم في السطر: <Comme un conte de la Mere Oye> بالعربية «مثل قصة أم أوي» بالإنجليزية <Like a Mother Goose story> «مثل قصة الإوزة الأم». ومع ذلك، فإن المجموعة القصصية لا ترتبط بأغاني الإوزة الأم إلّا في المصطلح، كون الأغنية تعود إلى أصول إنجليزية لا الفرنسية.
أصبح توماس كارنان ربيب جون نيوبري مالكًا لدار النشر «نيوبري»، بعد وفاة جون نيوبري. وكان كارنان أول من أستخدم مصطلح «الإوزة الأم» لأغاني الأطفال؛ تزامنًا مع نشره «لألحان الإوزة الأم»ولـ «قصائد أطفال المهد» <Sonnets for the Cradle>. وبهذا فهو أول مصدر معروف لمجموعة أغاني الإوزة الأم خلال العام 1780، والمصطلح يصف مجموعة من أغاني الأطفال والأغاني الإنجليزية التقليدية التي لا معنى لها، ولكل منها رسمها التوضيحي بالأبيض والأسود، وجاءت من مجموعة متنوعة من المصادر ومنذ ذلك الحين،  ارتبط مصطلح الإوزة الأم بقوافي وأغاني الأطفال التقليدية في العالم الناطق باللغة الإنجليزية.

### ضمن السّياق
على مدى أجيال، نشأ العديد من الأطفال الصغار وهم يتعلمون ويتناقلون أغاني الإوزة الأم كجزء من التقاليد الشفهية، وهذا ما يساهم في استمرارية ثقافة الفلكلور الطفولي. يؤكد النهج الأنثروبولوجي في مجال الفلكلور الطفولي، على تميز الأغاني والأناشيد التي يعلمها الأطفال لبعضهم البعض ويتناقلوها عبر الأجيال، وتختلف عن أغاني الأطفال المُعلمَة من البالغين. قدمت أعمال بيتر وإيونا أوبي مساهمات ملحوظة في مجال التقاليد الطفولية، ولا سيما دراسة تقاليد أغاني حضانة الأطفال.
في أوائل الخمسينيات من القرن الماضي، قدم كتاب «تقاليد ولغة أطفال المدارس» رؤية كبيرة كأول كتاب معروف للأبحاث الإثنوغرافية والتي يتم فيها استشارة الأطفال أنفسهم حول معتقداتهم وتقاليدهم الشفهية، بما في ذلك الأغاني والقوافي. يشير الزوجان أوبي بوجود فئتين من أغاني الأطفال المُتوارثة: أحداهما تعتبر ضرورية لتنظيم ألعابهم وعلاقاتهم مع بعضهم البعض، والأخرى هي مجرد تعبيرات عن الوفرة في التراث، وتتكرر فقط لكونها تناقلت من شخص لآخر عبر الأجيال لا أكثر. النمط الثاني من الأغاني المُتوارثة يكشف للزوجان أوبي عن ملاحظات، منها كيف تبدو القوافي التقليدية جذابة للأطفال باعتبارها شيئًا مضحكًا ورائعًا في حد ذاته، وغالبًا ما يكون الأطفال مفتونين بالطريقة التي تتناغم بها جميع القوافي مع الأنماط المتكررة والأساليب والتنغيمات المختلفة. على سبيل المثال، ملاحظتهما تكرار الأطفال للقافية الإنجليزية الشهيرة عند خروجهم من المدرسة:
أنا دجاجة مقوسة الركب وعصفور ذو أرجل مقوسة،
فاتتني الحافلة؛ لذلك ذهبت بالعربة.
ذهبت إلى المقهى لتناول العشاء والشاي، الكثير من الفجل - هيك! أعذرني.
بالنسبة للبالغين، لم تبدي هذه القافية الشائعة لهم سوى القليل من الترابط أو المعنى، أما بالنسبة للأطفال، فقد لاحظ الزوجان أوبي أن هذه القوافي فتنت الأطفال بنغماتها المسلية وأنماطها المتكررة. بالإضافة إلى ذلك، استنتج الزوجان أوبي، أن الأطفال استخدموا أيضًا هذه القوافي كوسيلة للتواصل مع بعضهم البعض خلال وقت لا تزال فيه اللغة جديدة من حيث التعلم إلى حد ما بالنسبة لهم، وهناك العديد من الأحداث التي يواجهها الأطفال، منهم الذين يعانون من صعوبات في التعبير عن أنفسهم. ببساطة، غالبًا ما يندفع الأطفال إلى دندنت وغناء هذه القوافي لتجنب الكلام في مواقف غير متوقعة، أو لملئ فترات صمت محرجة بالنسبة لهم، أو لإخفاء مشاعر لايرغبون بالتعبير عنها، أو حتى في فترة حماسهم لشيء أو لموقف معين. ونتيجة لذلك، فإن هذه الممارسات مفيدة جدًا للأطفال في حياتهم اليومية حيث تمكنهم من التأقلم بسهولة، أي باستخدام الأغاني والقوافي في لقاءاتهم الاجتماعية، للتسلية ولأسباب عملية.

### تأثيرها

#### التواصل وتطوير اللغة
أغاني الأطفال تمثل إحدى أهم الطرق التي يتعلم بها الأطفال التواصل.في السابق، كان استماع الأطفال لما يغنى لهم من تلك الأغاني، هو طريقهم التمهيدي ليبدأوا بعدها بتقليد الأصوات والإنطلاق في التحدث باستخدام ما استمعوه من تلك المفردات الإنجليزية ذات الدلائل المختلفة. يمكن لكلا الوالدين التحدث وغناء الأغاني الطفولية مع طفلهم؛ وسيبدأ الطفل في تقليد أصواتهم ونطق تلك الكلمات وتكرارها من بعدهم. وفي النهاية، سيضيف الطفل كلمات إضافية إلى مفرداته، مما يفتح له المزيد من الفرص لاستخدام الكلمات عند الرغبة في التحدث أو الغناء. ويظهر مثال على ذلك في مقولة «سالي تدور حول الشمس».
يتيح التحدث بقافية الأطفال للوالدين مع طفلهم خيار استبدال الكلمة مثلًا كلمة -من حولها- إلى كلمة -فوقها- أو -تحتها- أو -من خلالها-، وهذا سيؤدي إلى توسيع مفردات الطفل وتحسين مهاراته اللغوية. وبالمثل، يبدأ الطفل في تعلم التواصل باستخدام أنماط مختلفة من اللغة، مثل الجناس والمحاكاة الصوتية من خلال أغاني الأطفال، لأنها تشكل أيضًا إطارًا لهذه الأنماط اللغوية المختلفة وسيستخدمها وقت نضوج مهاراته اللغوية. بالإضافة إلى ذلك، تعمل أغاني الأطفال على توسيع القدرة العقلية لهم، وتعرضهم لأفكار جديدة وتشجعهم على استخدام خيالهم من خلال التكرار. يقوم النمط الإيقاعي البسيط والقابل للتكرار بجعل تلك الأغاني جذابة لعقلية الطفل، وهو أمر مهم لأن التكرار ضروري له في تطوير لغته. ببساطة، لكي تكون قافية الحضانة فعالة، يجب تكرارها للطفل عدة مرات. وسيتيح هذا التكرار للطفل زيادة وعيه الصوتي كما وسيعزز من مهاراته الإملائية في وقت لاحق.
إضافة لما سبق، حول تأثير أغاني الأطفال على تنمية مهارات التواصل واللغة لديهم، وفرت الأعمال الأنثروبولوجية لـ الباحثيين موراج ماكلين، وبيتر براينت، ولينيت برادلي مزيدًا من الرؤية بما يتوافق مع دراساتهم حول هذا المجال. ففي 1987، أجريت دراسة معمقة أثبتت للباحثين، بأن الأطفال يبدأون بتطوير وعيهم الصوتي قبل تعلم القراءة وذلك من خلال الأنشطة التي لا تتضمن القراءة، أي أن هناك علاقة قوية بين معرفة أغاني الأطفال والتطوير الصوتي. تعد القدرة على تقسيم الكلمات إلى أصوات ومقاطع ضرورية للأطفال؛ لتمكنهم من إدراك الحروف الأبجدية واستخدامها بشكل متكامل. تطور أغاني الأطفال مهاراتهم القرائية والكتابية. على سبيل المثال، لوحظ هذا التأثير في أغنية الأطفال «ذهب القبطان إلى البحر»:
ذهب القبطان إلى البحر، إلى البحر، إلى البحر
ليرى ما الذي يمكن أن يراه، أن يراه، أن يراه
إن التعرض لهذه القافية يسمح للأطفال بتعلم الكلمات المتجانسة، وكيف أن هناك معاني مختلفة لكلمتي البحر والرؤية، على الرغم من نطقهما المتشابه، <see,sea> وبالتالي سيتمكن الأطفال من تعزيز وتحسين مهاراتهم اللغوية. وبشكل عام، فإن تكرار أغاني الأطفال بشكل فعال لهم يتيح لمعظمهم الحصول على فوائد معرفية كبيرة.

#### التنمية الاجتماعية والعاطفية
تعمل طبيعة أغاني الأطفال كأداة لبناء وتحسين المهارات الإجتماعية والعاطفية لدى الأطفال الصغار. في الأساس، أغاني الأطفال التقليدية هي طريقة لسرد القصص بإشراك الجوانب القصصية المفيدة، مثل نبرة الصوت والمشاركة مع المستمع مما يسمح للأطفال بتطوير إدراكهم الإجتماعي والعاطفي.
في المثال: أغنية «حلقة حول روزي» القصيرة والممتعة تُغنى من قبل الأطفال ويتضمنها أكثر من طفل يتراقصون في دائرة وهم يرددون:
قرع حلقة الأروزيات
جيب مليء بالوضعيات
رماد، رماد
كلنا نسقط!
إن مجرد المشاركة في هذه التفاعلات والروابط بين الحركة والقوافي يمكّن الأطفال من التفاعل مع الآخرين، ويعزز مهاراتهم الإجتماعية. أيضًا، وبشكل عام، تميل أغاني الأطفال إلى إشراك تفاعلات متكررة بين الشخصيات وتعتمد الاختلاف في الفئة العمرية للأطفال ومع اختلاف أجناسهم وأشكالهم وأحجامهم. وبهذه الطريقة، يتطور لدى الطفل تدريجيًا القبول والاحترام لجميع الأشخاص بغض النظر عن خلفية الشخص أو اختلافاته الثقافية.
وبالمثل، أغاني الأطفال التقليدية لها تأثير مفيد على النمو العاطفي لهم. تعتبر أغاني الأطفال في المقام الأول، بمثابة نشاط فعال يوفر التغذية والراحة فيعمل كتأثير المهدئ على الأطفال، خاصة قبل النوم مباشرة.
مجرد سماع تلك الأغاني قبل النوم يذكر الأطفال بأنهم في بيئة مألوفة، مما يحفز لديهم الشعور بالأمان والراحة. مع أخذ ذلك في الاعتبار، يوفر هذا تفسيرًا محتملًا لسبب اعتماد مقدمي الرعاية من غير الوالدين في كثير من الأحيان على أغاني الأطفال؛ للتخفيف من انزعاج الطفل والتشكيك في يقينه عند غياب والديه. بأخذ الاستنتاج، فإن أغاني الأطفال بمثابة أداة فعالة للتطور العاطفي ومعززة للثقة في المواقف غير المريحة.
علاوة على ذلك، قد تتضمن بعض أغاني الأطفال التقليدية أنواعًا محددة من الصراعات الشعورية أو المشكلات الفردية، والتي يتوجب على الشخصيات المتواجدة في الأغنية من إيجاد حل لها. قد يتضمن ذلك السيناريو المُغنى التوفيق بإدارة بعض المشاعر الغير مرغوبة منها الغيرة أو الغضب أو الحزن الناجمين عن أسباب مختلفة. ومن نتائجها، تمكّن الطفل من إدراك تواجد المواقف الصعبة والمشاعر المختلفة وأسباب مساعدة في حلها بشكل قابل للتعلم وللتطبيق، وتساعد أيضًا في تعزيز مهارته في إدارة العواطف المستصعبة عليه.
أحد الأمثلة الأساسية على ذلك، «العنكبوت وصنبور المياه» حيث يحظى بشعبية كبيرة بسبب طريقته في التعامل مع أزمته:

عنكبوتًا صغيرًا تسلق لأعلى صنبور الماء.
هطلت الأمطار، فبللت العنكبوت وأسقطته على الأرض.
أشرقت الشمس، فجففت أشعتها مياه المطر، فأعاد العنكبوت الصغير التسلق لأعلى من جديد ونجح في الوصول.
في هذه الأغنية، سقط العنكبوت من أعلى صنبور الماء مبللًا بمياه الأمطار أي سبب خارج عن إرادته؛ ومع ذلك، فإن العنكبوت تحدى المطر ووصل مرة أخرى إلى قمة الصنبور. مع الملحوظية ببساطة السياق، إلّا أن مثل هكذا أغاني تقليدية تغرس في الأطفال قيمة المثابرة برغم العقبات التي لا يمكنهم تجنبها، وتحسن بشكل أساسي الذكاء الإجتماعي والعاطفي للأطفال.